# آلي غراهام (لاعب كرة قدم)
آلي غراهام (بالإنجليزية: Ally Graham)‏ (11 أغسطس 1966 بغلاسكو في المملكة المتحدة - ) هو لاعب كرة قدم بريطاني في مركز الهجوم. لعب مع ريث روفرز ونادي بارتيك ثيسل ونادي فالكيرك ونادي ماذرويل وهاميلتون أكاديميكال ونادي كلايد ونادي ستنهاوسموير ونادي ستيرلينغشير الشرقية ونادي ستيرلينغ ألبيون ونادي ألبيون روفرز ونادي آير يونايتد ونادي كوينز بارك ونادي كلايدبانك ‏.

## وصلات خارجية
- آلي غراهام على موقع قاعدة بيانات كرة القدم.إي يو (الإنجليزية)
- آلي غراهام على موقع Soccerbase.com (لاعب) (الإنجليزية)